# Gare du Muy
La gare du Muy était une gare ferroviaire française de la Ligne de Marseille-Saint-Charles à Vintimille (frontière), située sur le territoire de la commune du Muy, dans le département du Var en région Provence-Alpes-Côte d'Azur.

## Situation ferroviaire
Établie à 21 mètres d'altitude, la gare fermée du Muy est située au point kilométrique (PK) 143,437 de la Ligne de Marseille-Saint-Charles à Vintimille (frontière), entre les gares en service des Arcs - Draguignan et Fréjus. En direction de cette dernière s'intercalent les gares fermées de Roquebrune-sur-Argens et de Puget-sur-Argens.